# HTC J Butterfly
HTC J Butterfly (модельний номер  — HTL21) — смартфон, розроблений компанією HTC Corporation, анонсований 17 жовтня 2012 року японським опертором мобільного зв'язку KDDI. Продажі приладу почнуться на початку грудня 2012 року у Японії. HTC J Butterfly перший у світі смартфон із розширенням екрану 1080p (Full HD).

## Характеристики смартфону

### Апаратне забезпечення
Процесор
HTC J Butterfly працює на базі процесора четвертого покоління Snapdragon S4 компанії Qualcomm  — Pro APQ8064. Цей чип складається з чотирьох ядер та працює на тактовій частоті 1,5 ГГц. Процесор виконаний по 28 нм техпроцесу, графічне ядро  — Adreno 320.
Пам'ять
На смартфоні встановлено 2 ГБ оперативної пам'яті типу DDR2 та 16 ГБ NAND Flash. Також в апарата є слот розширення пам'яті microSD (можливість встановлення до 32 Гб).
Акумулятор
HTC J Butterfly працює від Li-ion акумулятора із ємністю 2020 мА/г.
Безпровідні модулі
В апарата є вмонтовані модулі безпровідної передачі даних:
- Wi-Fi (802.11 a/b/g/n).
- Bluetooth 4.0 (LE)
- стандарти передачі даних: GPRS, EDGE, LTE, NFC.

Камера
HTC J Butterfly оснащено основною 8 мегапіксельною камерою, що розміщена на тильній стороні. Камера здатна записувати відео із FullHD якістю, 1920 х 1080 пікселів (1080p) та робити світлини із роздільною здатністю 3280×2464.
Також смартфон на передній частині корпусу має камеру для здійснення відеодзвінків із роздільною здатністю 2.1 мегапікселів.
Корпус
Дисплей
Смартфон оснащено 5-дюймовим super LCD 3 FHD сенсорним дисплеєм із роздільною здатністю 1920 x 1080 пікселів. Щільність дорінює 440 пікселів на дюйм.

### Програмне забезпечення
Операційна система
HTC J Butterfly виходить із встановленою операційною системою Android Jelly Bean версії 4.1.
Інтерфейс користувача
Компанія HTC Corporation оснащує смартфони власного виробництва інтерфейсом користувача HTC Sense, на HTC J Butterfly встановлено версію 4.0+.

## Продажі
Пристрій буде продаватися лише у Японії. Розповсюджуватись буде місцевим оператором мобільного зв'язку KDDI.

## Чутки
Ще з липня 2012 року були різні чутки про те що новим флагманом компанії HTC Corporation буде прилад One X5 (модельний номер  — 6435LVW) та що він буде випускатися у США оператором мобільного зв'язку Verizon.

## Відео
- Офіційне відео HTC J Butterfly (яп.)
- Огляд 5-дюймовий 1080p телефону HTC J Butterfly 2012 [Архівовано 4 листопада 2012 у Wayback Machine.] (англ.)